# Indické ozbrojené síly
Indické ozbrojené síly (anglicky Indian Armed Forces, hindsky भारतीय सशस्त्र सेनाएं) jsou ozbrojené síly Indie. Skládají se z Indické armády, Indického válečného námořnictva, Indického letectva a dalších složek. Síla Indických ozbrojených sil je v současné době přibližně 1 325 300 vojáků. Jejich výzbroj zahrnuje jaderné zbraně. Indické ozbrojené síly bojovaly v několika válkách s Pákistánem a Čínskou lidovou republikou.

## Fotogalerie

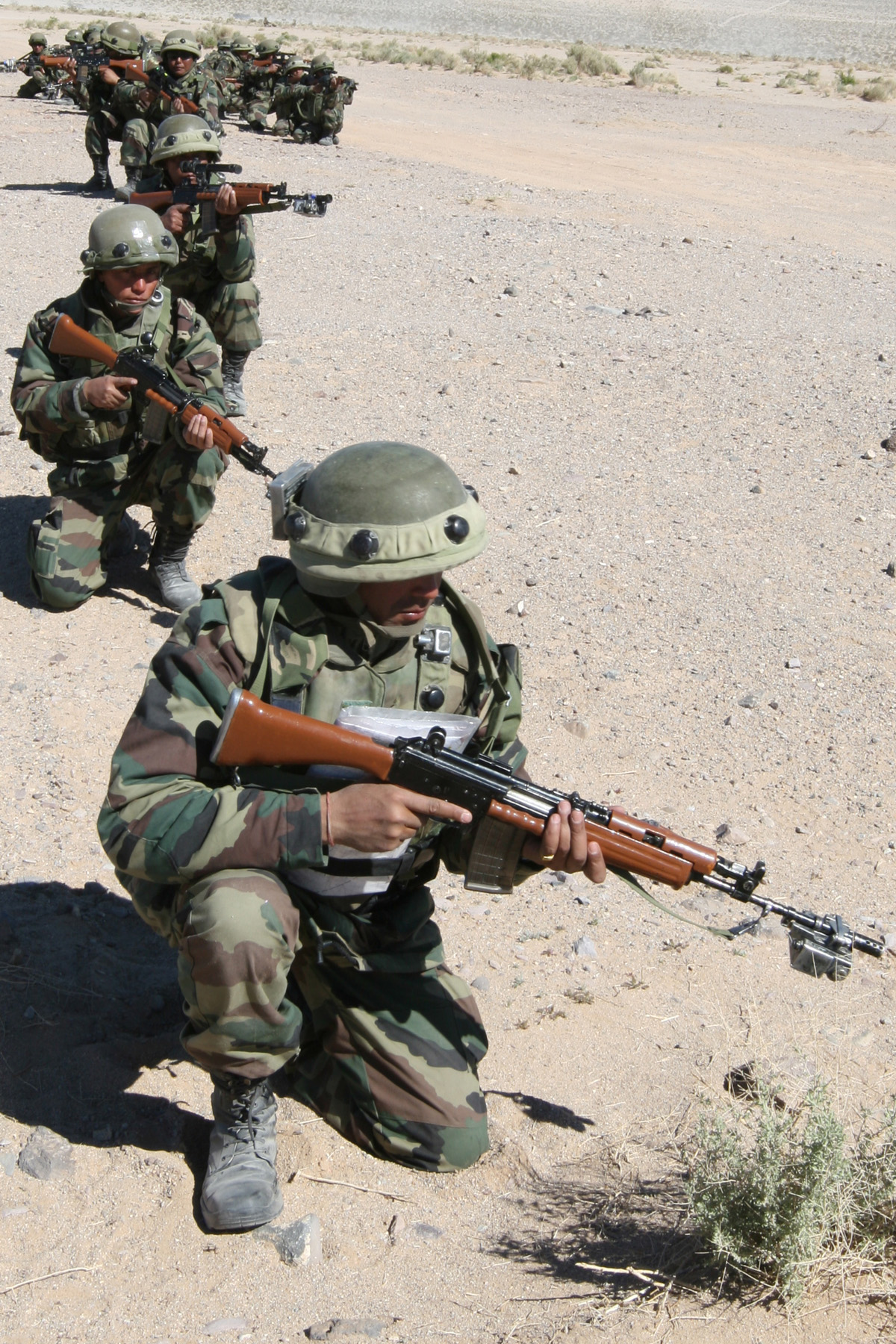
Gurkhští střelci při výcviku
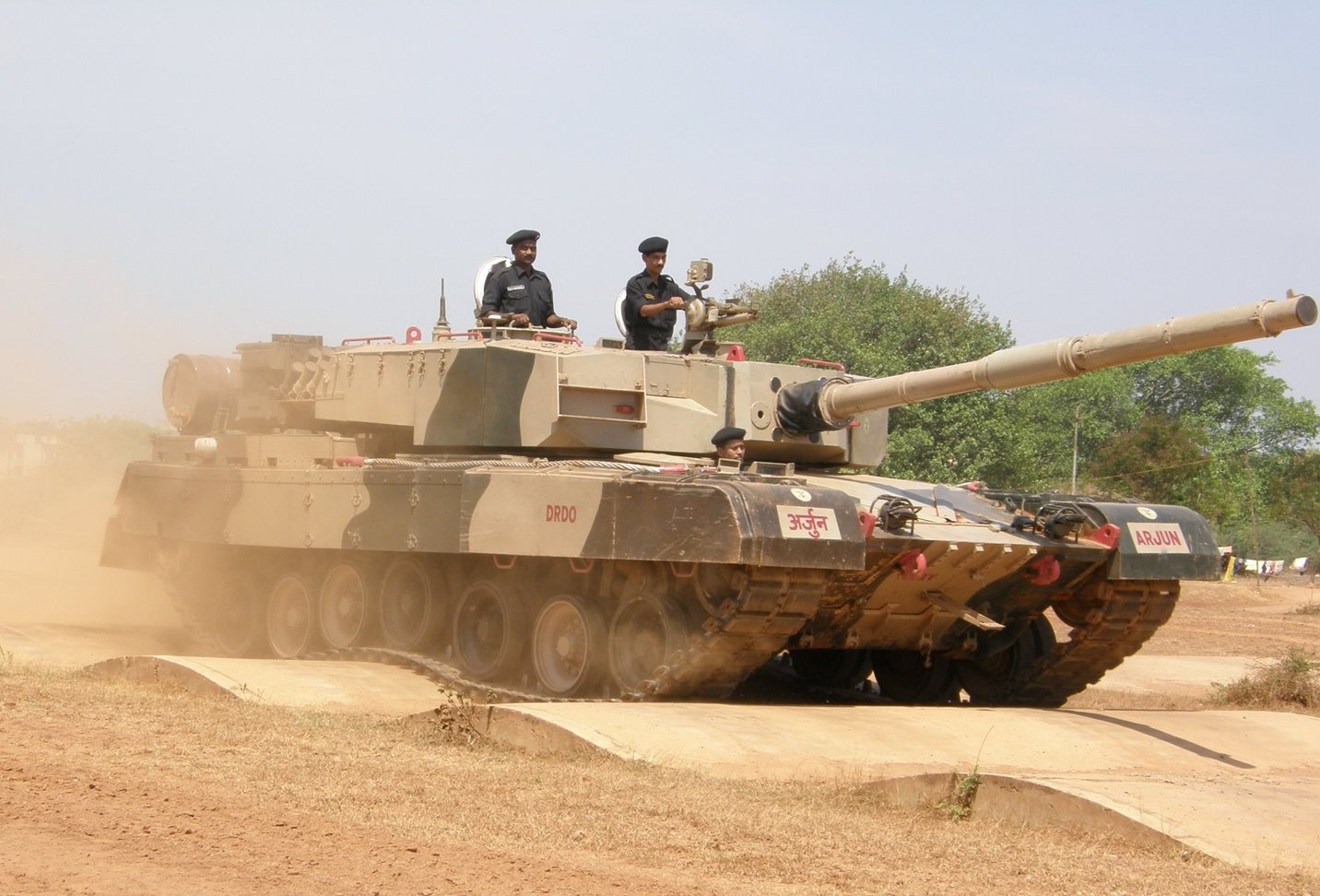
Indický tank Arjun Mk.I
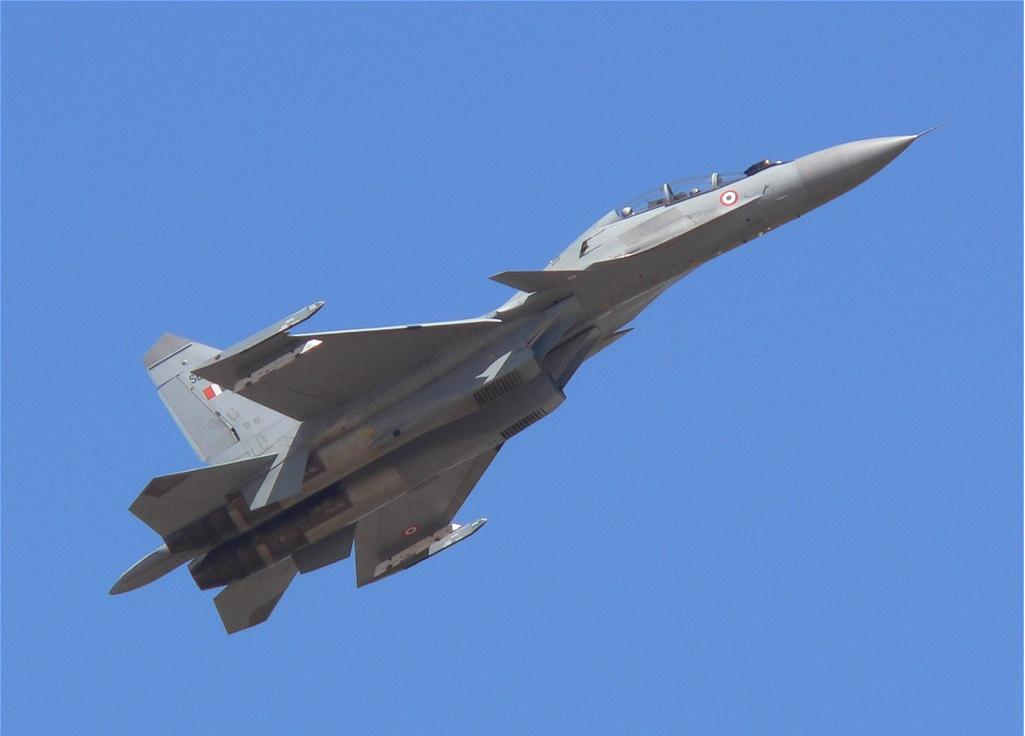
Stíhačka Su-30MKI Indického letectva
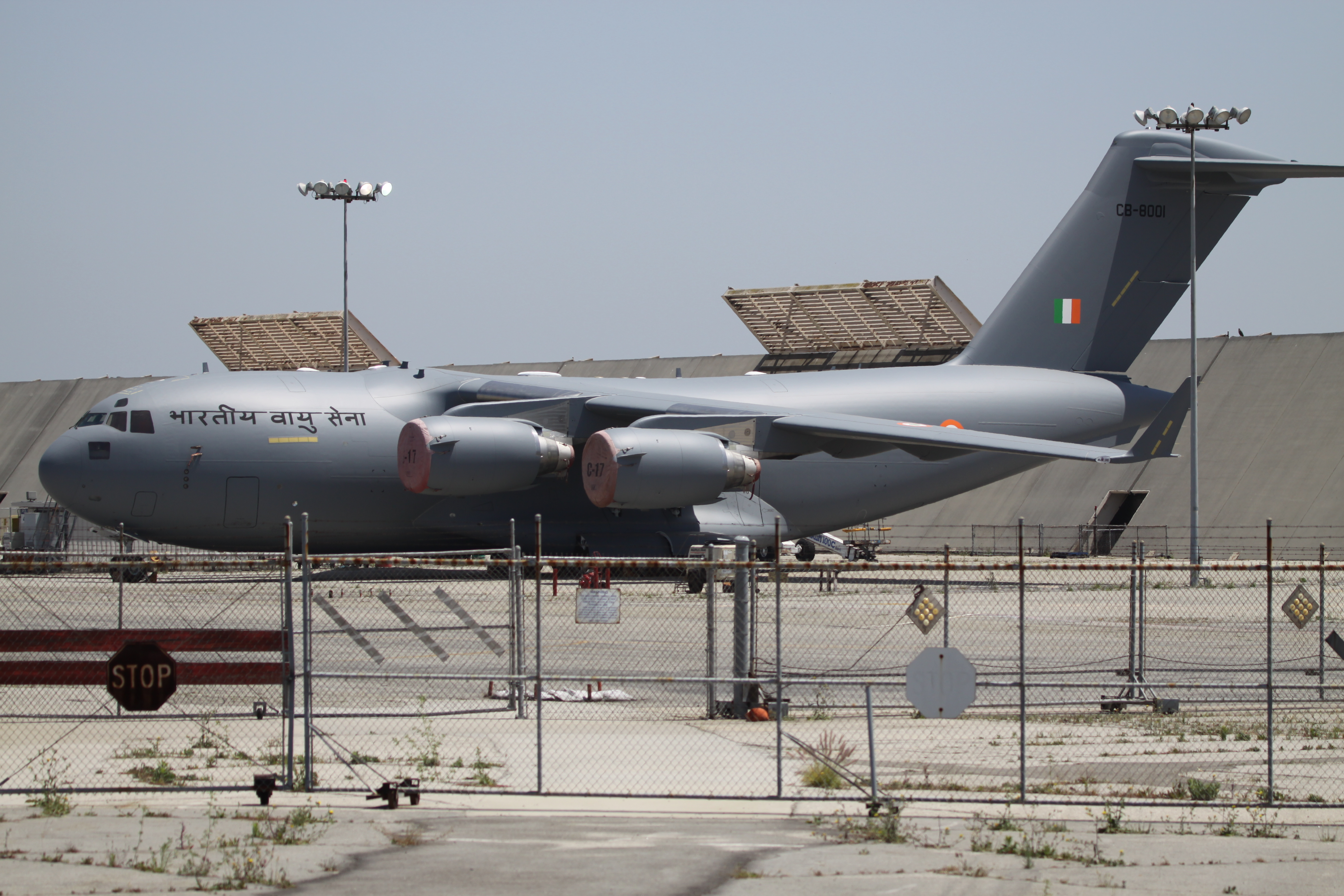
Transportní C-17 Globemaster III
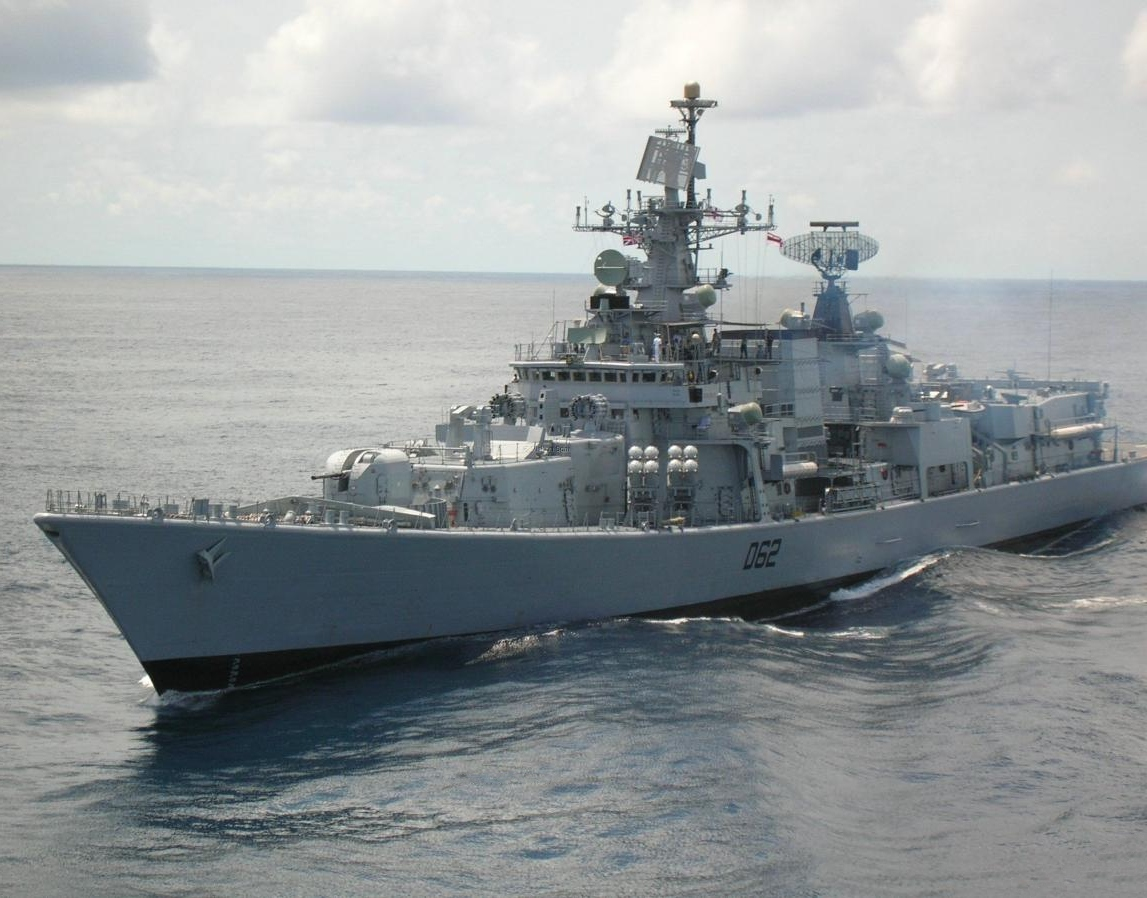
Torpédoborec INS Mumbai třídy Delhi
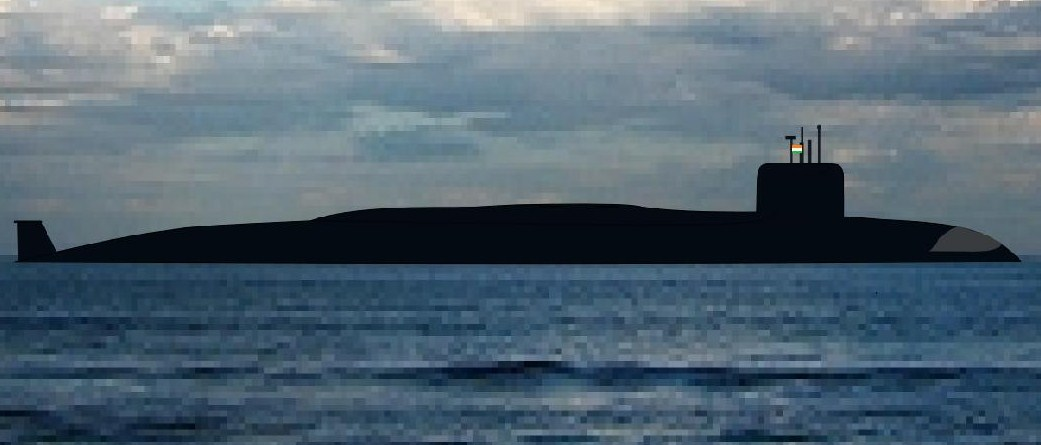
Nukleární ponorka INS Arihant